# Johannes Twaroch
Johannes Twaroch (* 12. März 1938 in Weleschin; † 17. November 2023 in Wien) war ein österreichischer Schriftsteller.

## Leben
Johannes Twaroch studierte Germanistik und Kunstgeschichte an der Universität Wien und Kunsterziehung an der Akademie der Bildenden Künste Wien. Er wurde 1961 Mitarbeiter im ORF und war ab 1976 Abteilungsleiter im Landesstudio Niederösterreich. Als Landsmann des österreichisch-mährischen Kulturraumes verfolgte er ausgleichende vermittelnde Ziele. Seine Schriften versuchen das globale, berufliche und zwischenmenschliche Chaos in verständlichere Strukturen der Logik und Ordnung zu lenken. Er wurde am Hernalser Friedhof bestattet.

## Hörspiele (Auswahl)
Regie:
- 1981: Richard Hughes: Gefahr
- 1988: Helmut Korherr: Am Sand
- 1990: Hilde Peyer-Höwarth: Big Boss und seine Firma
- 1997: John Collier: Bottle-Party

## Auszeichnungen
- 1970 Prosa-Preis der Zeitschrift anstoss
- 1973 Literaturpreis der Österreichischen Nationalbank
- 1976 Förderungspreis des Landes Niederösterreich für Literatur

## Publikationen
Twaroch verfasste zahlreiche Beiträge in Anthologien, Zeitschriften und Literaturzeitschriften wie auch Hörspiele und Bühnenstücke.
- Zweiunddreißig Gedichte. Illustrationen von Karlheinz Pilcz,  Europäischer Verlag, Wien 1962.
- Spiegel des Mondes. Gedichte, Europäischer Verlag, Wien 1965.
- Mitteilungen vom Zwischenreich. Gedichte, Edition Avantypidy, Wien 1966.
- Zwischenbilanz. Roman, Literaturkreis der Autoren in Wiener Neustadt (Hrsg.), Weilburg Verlag, Wiener Neustadt 1978.
- Das Haus der Kindheit. Ein Spiel für Stimmen. Buch und Kassette, Grasl Verlag, Baden 1982.
- Literatur aus Niederösterreich. 3 Bände, Verlag Niederösterreichisches Pressehaus, St. Pölten 1984 und Druckerei Berger, Horn 1993.
- Die Geschichte der schrecklich braven Mädchen. Erzählung, Marchlandpresse, Lassee 1986.
- Literatur im Aufbruch. Essays, Verlag Niederösterreichisches Pressehaus, St. Pölten 1988.
- Literatur in Anekdoten. Weilburg Verlag, Wiener Neustadt 1992.
- Notizen zur Literatur. Aufsatzsammlung, Merbod Verlag, Wiener Neustadt 1992, ISBN 3-900844-28-3.
- Europa erlesen: Niederösterreich. Wieser Verlag, Klagenfurt 1999.
- Typisch Österreich. Literatur in Anekdoten. Anthologie, Amalthea, Wien 2003, ISBN 3-85002-500-4.
- Zum Glück gibt's Österreich. Treffendes vom Barock bis zur Jahrtausendwende. Anthologie, Amalthea, Wien 2004, ISBN 3-85002-523-3.
- Das österreichische Kuriositäten-Kabinett. Ein ABC des nutzlosen Wissens. Illustrationen von Andreas Slama, Ueberreuter, Wien 2007, ISBN 978-3-8000-7279-8.
- Albtraumgeschichten. Kurzprosa, Bibliothek der Provinz, Weitra 2010, ISBN 978-3-902416-34-6.
- Total indiskret. Künstler – Könner – arme Schweine. Eine Materialsammlung. Anthologie, Edition Roesner, Mödling Maria Enzersdorf 2011, ISBN 978-3-902300-62-1.